# Cmentarz żydowski w Wieliczce

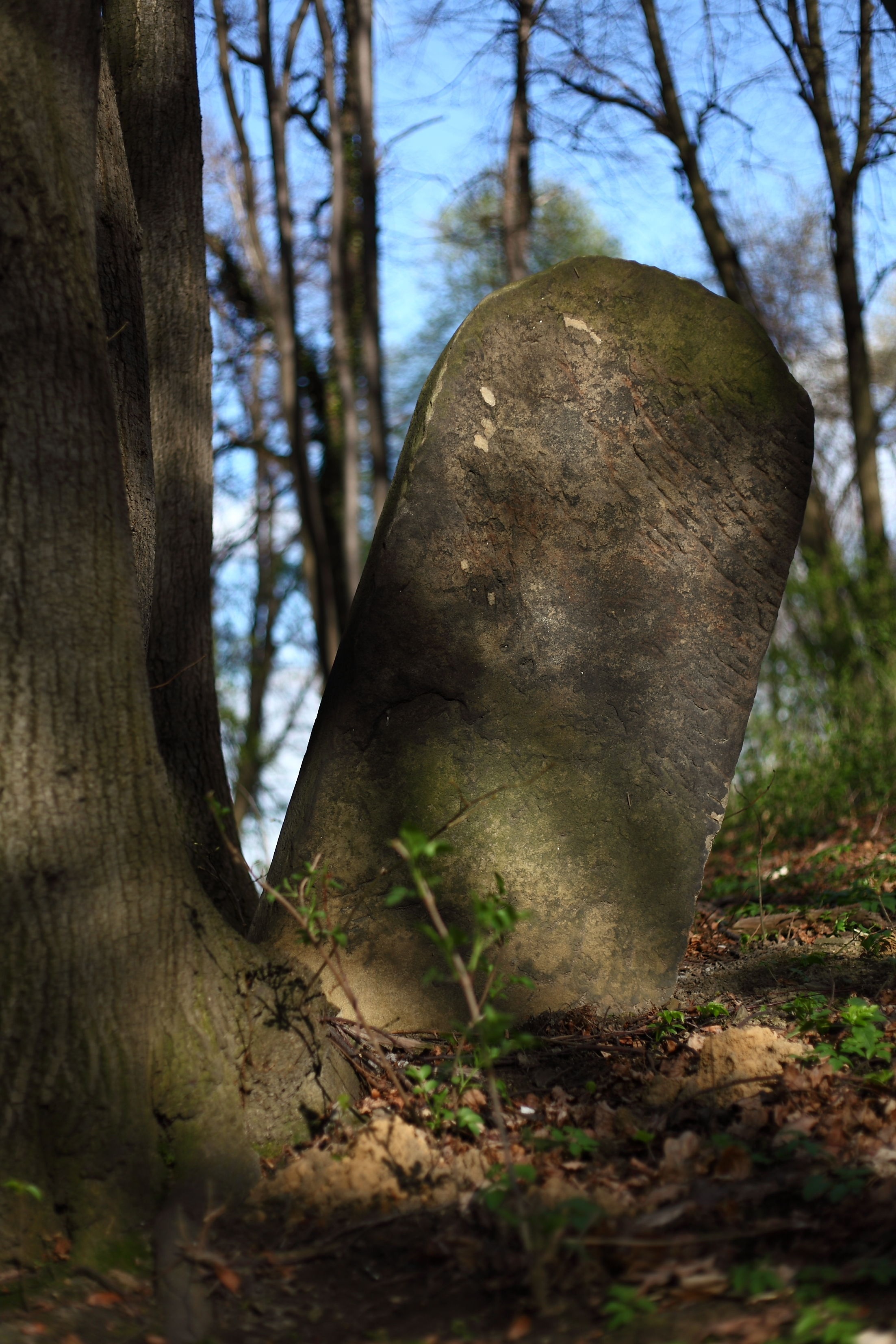
Jedna z macew na żydowskim cmentarzu w Wieliczce (Grabówkach), stan w roku 2011

Cmentarz żydowski w Wieliczce – żydowska nekropolia na południowo-zachodnich rubieżach Wieliczki w bezpośrednim sąsiedztwie tzw. użytku ekologicznego Grabówki. Miejsce martyrologii Żydów wielickich i małopolskich.
Historycznie teren przynależał do żydowskiej osady Klasno w granicach miejscowości Siercza. Cmentarz został założony prawdopodobnie w pierwszej połowie XVI wieku, lecz jego oficjalne granice wytyczono w wieku XVIII i z tego okresu zachowały się też najstarsze macewy. Obszar cmentarza zajmuje ok. 1,8 ha. Łącznie zachowało się tu około pięćdziesięciu nagrobków, wykonanych z wapienia i piaskowca z napisami w języku hebrajskim oraz tradycyjnymi nagrobkowymi ornamentami. Nekropolia wykorzystywana była również do pochówku Żydów z podkrakowskiego Podgórza i miejscowości sąsiadujących z Wieliczką. W latach 1939–1942 cmentarz na Grabówkach był miejscem masowych rozstrzelań i pochówku Żydów zamordowanych przez okupantów niemieckich w Wieliczce i okolicach. Fakt ten upamiętnia granitowy pomnik poświęcony pamięci ponad tysiąca pomordowanych tu i w mieście Żydów wielickich, ustawiony przy wschodniej granicy kirkutu w miejscu masowej mogiły zamordowanych. Tuż obok pomnika ustawiono w rzędzie najlepiej zachowane macewy. Cmentarz był czynny najprawdopodobniej do lata 1942 roku, kiedy to rozpoczął się ostatni etap eksterminacji Żydów zamieszkujących Wieliczkę i skoncentrowanych w mieście do wysiedlenia. Wtedy też Niemcy dokonali planowej dewastacji nekropolii. 
Obecnie cały cmentarz, w tym pomnik martyrologii, znajdują się w złym, z roku na rok coraz gorszym stanie zachowania. Większość macew jest poprzewracanych, porośniętych mchami i nasiąkniętych wilgocią, część połamana, niektóre z namalowanymi napisami, w tym np. swastyką. Otoczenie pomnika martyrologii wielickich Żydów, będące jednocześnie miejscem pochówku około 1000 ofiar, przez wiele lat nie było pielęgnowane, zarastając krzewami i trawą, a najprawdopodobniej zimą 2010/2011 r. dodatkowo rozkradziono elementy metalowe i rozbito elementy ogrodzenia. W związku z obchodami 70. rocznicy wywózki i wymordowania żydów wielickich i małopolskich latem 2012 r. teren cmentarza i otoczenie pomnika gruntownie uporządkowano i odnowiono otoczenie pomnika. 27 sierpnia 2012 r. a na cmentarzu odbyła się modlitwa za zmarłych i pomordowanych, której przewodniczył rabin Eliezer Gurary. Wziął w niej udział również jeden z ostatnich żyjących ocalonych z wysiedlenia, prof. Uri Shmueli.